# Lista de herdeiros do trono irlandês

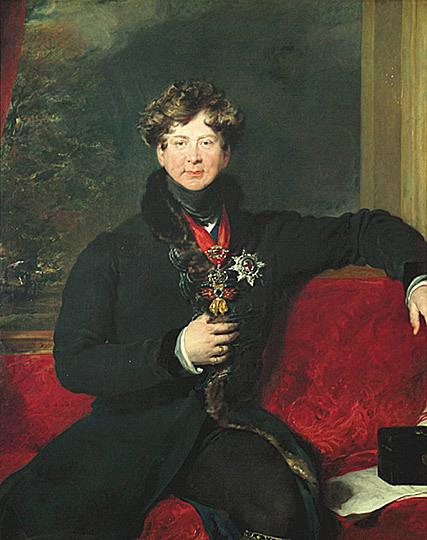
Jorge Augusto foi o herdeiro ao trono irlandês até 1801, assumindo o trono britânico em 1820.

Esta é uma lista de indivíduos que foram, em dado período de tempo, considerados os herdeiros do trono do Reino da Irlanda (1542–1800) e do Reino Unido da Grã-Bretanha e Irlanda (1801–1922), em caso de abdicação ou morte do monarca incumbente. Os herdeiros (presuntivos ou aparentes) que, de fato, sucederam ao monarca irlandês são representados em negrito.
A lista inclui nobres a partir de 1542, quando o Ato da Coroa da Irlanda passou a reconhecer Henrique VIII de Inglaterra e seus descendentes e sucessores como os legítimos monarcas da Irlanda. Desde então, os tronos de Irlanda e Inglaterra compartilharam os mesmos soberanos e seus respectivos herdeiros ininterruptamente até a aprovação do Ato de União de 1800, através do qual os reinos (anteriormente tronos distintos, com legislaturas separadas e mesmo monarca) foram unificados no Reino Unido da Grã-Bretanha e Irlanda.

## Herdeiros ao trono irlandês
| Monarca       | Herdeiro                              | Condição            | Relação com o monarca | Período                | Período                |
| ------------- | ------------------------------------- | ------------------- | --------------------- | ---------------------- | ---------------------- |
| Henrique VIII | Eduardo, Príncipe de Gales            | Herdeiro aparente   | Filho                 | 18 de junho de 1541    | 28 de janeiro de 1547  |
| Eduardo VI    | Maria Tudor                           | Herdeira presuntiva | Irmã                  | 28 de janeiro de 1547  | 21 de junho de 1553    |
| Eduardo VI    | Joana Grey                            | Herdeira presuntiva | Prima                 | 21 de junho de 1553    | 10 de julho de 1553    |
| Joana Grey    | Catarina Grey                         | Herdeira presuntiva | Irmã                  | 10 de julho de 1553    | 19 de julho de 1553    |
| Maria I       | Isabel Tudor                          | Herdeira presuntiva | Irmã                  | 19 de julho de 1553    | 17 de novembro de 1558 |
| Isabel I      | Maria Stuart                          | Herdeira presuntiva | Prima                 | 17 de novembro de 1558 | 8 de fevereiro de 1587 |
| Isabel I      | Jaime Stuart                          | Herdeiro presuntivo | Primo                 | 8 de fevereiro de 1587 | 24 de março de 1603    |
| Jaime I       | Henrique Frederico, Príncipe de Gales | Herdeiro aparente   | Filho                 | 24 de março de 1603    | 6 de novembro de 1612  |
| Jaime I       | Carlos, Príncipe de Gales             | Herdeiro aparente   | Filho                 | 6 de novembro de 1612  | 27 de março de 1625    |
| Carlos I      | Isabel Stuart                         | Herdeira presuntiva | Irmã                  | 27 de março de 1625    | 29 de maio de 1630     |
| Carlos I      | Carlos Stuart, Príncipe de Gales      | Herdeiro aparente   | Filho                 | 29 de maio de 1630     | 8 de fevereiro de 1649 |
| Carlos II     | Jaime Stuart, Duque de Iorque         | Herdeiro presuntivo | Irmão                 | 29 de maio de 1660     | 6 de fevereiro de 1685 |
| Jaime II      | Maria Stuart, Princesa de Orange      | Herdeira presuntiva | Filha                 | 6 de fevereiro de 1685 | 10 de junho de 1688    |
| Jaime II      | Jaime Francisco, Príncipe de Gales    | Herdeiro aparente   | Filho                 | 10 de junho de 1688    | 11 de dezembro de 1688 |
| Maria II      | Ana Stuart                            | Herdeira presuntiva | Irmã                  | 28 de dezembro de 1694 | 8 de março de 1702     |
| Guilherme III | Ana Stuart                            | Herdeira presuntiva | Prima                 | 28 de dezembro de 1694 | 8 de março de 1702     |
| Ana           | Sofia de Hanôver                      | Herdeira presuntiva | Prima                 | 8 de março de 1702     | 8 de junho de 1714     |
| Ana           | Jorge, Príncipe de Gales              | Herdeira presuntivo | Primo                 | 8 de junho de 1714     | 1 de agosto de 1714    |
| Jorge I       | Jorge Augusto, Príncipe de Gales      | Herdeiro aparente   | Filho                 | 1 de agosto de 1714    | 22 de junho de 1727    |
| Jorge II      | Frederico, Príncipe de Gales          | Herdeiro aparente   | Filho                 | 22 de junho de 1727    | 31 de março de 1751    |
| Jorge II      | Jorge, Príncipe de Gales              | Herdeiro aparente   | Neto                  | 31 de março de 1751    | 25 de outubro de 1760  |
| Jorge III     | Eduardo, Duque de Iorque e Albany     | Herdeiro presuntivo | Irmão                 | 25 de outubro de 1760  | 12 de agosto de 1762   |
| Jorge III     | Jorge, Príncipe de Gales              | Herdeiro aparente   | Filho                 | 12 de agosto de 1762   | 1 de janeiro de 1801   |